# MX-rekord
Az MX (mail exchanger) rekordok a Domain Name System részei, feladatuk az adott domain e-mailjeit kezelő szervereinek azonosítása. Egy domainnek több MX  rekordja is lehet, mely rekordok közt egy sorszám állít fel prioritási rangsort. Mindig a kisebb számmal rendelkező MX-rekord az elsődleges szerver. Fontos, hogy címre (A rekord), vagy CNAME rekordra mutató host megadása nem engedett.